# Nannie De Villiers
Pour les articles homonymes, voir Villiers.
Nannie De Villiers (née le 5 janvier 1976 à Windhoek, Namibie) est une joueuse de tennis sud-africaine, professionnelle du milieu des années 1990 à 2003.
Pendant sa carrière, elle a remporté un titre WTA en double.

## Palmarès

### Titre en double dames
| No | Date       | Nom et lieu du tournoi            | Catégorie | Dotation  | Surface    | Partenaire      | Finalistes                            | Score    |          |
| -- | ---------- | --------------------------------- | --------- | --------- | ---------- | --------------- | ------------------------------------- | -------- | -------- |
| 1  | 06-01-2002 | Canberra Women’s Classic Canberra | Tier V    | 110 000 $ | Dur (ext.) | Irina Selyutina | Samantha Reeves Adriana Serra Zanetti | 6-2, 6-3 | Parcours |

### Finales en double dames
| No | Date       | Nom et lieu du tournoi            | Catégorie | Dotation  | Surface    | Vainqueures                  | Partenaire      | Score         |          |
| -- | ---------- | --------------------------------- | --------- | --------- | ---------- | ---------------------------- | --------------- | ------------- | -------- |
| 1  | 07-01-2001 | Canberra International Canberra   | Tier III  | 170 000 $ | Dur (ext.) | Nicole Arendt Ai Sugiyama    | Annabel Ellwood | 6-4, 7-62     | Parcours |
| 2  | 09-09-2002 | Big Island Championships Waikoloa | Tier IV   | 140 000 $ | Dur (ext.) | Meilen Tu María Vento-Kabchi | Irina Selyutina | 1-6, 6-2, 6-3 | Parcours |

## Parcours en Grand Chelem

### En simple
N'a jamais participé à un tableau final.

### En double dames
| Année | Open d'Australie              | Open d'Australie          | Internationaux de France      | Internationaux de France   | Wimbledon                     | Wimbledon                  | US Open                      | US Open                    |
| ----- | ----------------------------- | ------------------------- | ----------------------------- | -------------------------- | ----------------------------- | -------------------------- | ---------------------------- | -------------------------- |
| 1998  | 2e tour (1/16) Lisa McShea    | S. Reeves Meilen Tu       | 1er tour (1/32) Lisa McShea   | Laura Golarsa Mercedes Paz | 2e tour (1/16) Lisa McShea    | Lisa Raymond Rennae Stubbs | 1er tour (1/32) Lisa McShea  | K. Habšudová T. Tanasugarn |
| 1999  | 2e tour (1/16) L. Courtois    | Jana Novotná Monica Seles | 1er tour (1/32) Rika Hiraki   | B. Schett P. Schnyder      | 2e tour (1/16) Rika Hiraki    | Irina Spîrlea Caroline Vis | 2e tour (1/16) Jessica Steck | L. Davenport C. Morariu    |
| 2000  | 1er tour (1/32) Jessica Steck | Julie Halard Ai Sugiyama  | 1er tour (1/32) Jessica Steck | R. McQuillan Lisa McShea   | 1er tour (1/32) Jessica Steck | A. Kournikova N. Zvereva   | 1er tour (1/32) C. Barclay   | Liezel Huber L. Montalvo   |
| 2001  | 1er tour (1/32) A. Ellwood    | Nicole Pratt Shaughnessy  | 3e tour (1/8) A. Ellwood      | V. Ruano Paola Suárez      | 1er tour (1/32) A. Ellwood    | A. Coetzer Lori McNeil     | 1er tour (1/32) I. Selyutina | Kimberly Po N. Tauziat     |
| 2002  | 1er tour (1/32) I. Selyutina  | Janet Lee W. Prakusya     | 1er tour (1/32) I. Selyutina  | N. Dechy Meilen Tu         | 3e tour (1/8) I. Selyutina    | Cara Black Likhovtseva     | 1er tour (1/32) I. Selyutina | Nicole Arendt Liezel Huber |
| 2003  | 2e tour (1/16) Alina Jidkova  | Cara Black Likhovtseva    | 1er tour (1/32) N. Grandin    | M. Bartoli M. Casanova     | 2e tour (1/16) N. Grandin     | N. Dechy Émilie Loit       | 1er tour (1/32) Navrátilová  | B. Mattek Shenay Perry     |

Sous le résultat, la partenaire ; à droite, l’ultime équipe adverse.

### En double mixte
| Année | Open d'Australie | Open d'Australie | Internationaux de France    | Internationaux de France   | Wimbledon                     | Wimbledon                  | US Open                   | US Open                |
| ----- | ---------------- | ---------------- | --------------------------- | -------------------------- | ----------------------------- | -------------------------- | ------------------------- | ---------------------- |
| 1998  | -                | -                | 1er tour (1/32) B. Haygarth | A. Kournikova Mark Knowles | 1er tour (1/32) Chris Haggard | Nicole Pratt Robbie Koenig | -                         | -                      |
| 1999  | -                | -                | 1/2 finale G. Stafford      | K. Srebotnik Piet Norval   | 2e tour (1/16) G. Stafford    | K. Srebotnik Piet Norval   | -                         | -                      |
| 2000  | -                | -                | 1/4 de finale Simon Aspelin | M. de Swardt David Adams   | 1er tour (1/32) M. Wakefield  | K. Habšudová D. Macpherson | -                         | -                      |
| 2001  | -                | -                | -                           | -                          | 1/4 de finale M. Wakefield    | K. Habšudová David Rikl    | -                         | -                      |
| 2002  | -                | -                | -                           | -                          | 2e tour (1/16) Simon Aspelin  | Kimberly Po D. Johnson     | 2e tour (1/8) E. Ferreira | Cara Black Wayne Black |
| 2003  | -                | -                | -                           | -                          | 2e tour (1/16) Devin Bowen    | M. Sequera Jordan Kerr     | -                         | -                      |

Sous le résultat, le partenaire ; à droite, l’ultime équipe adverse.

## Classements WTA en fin de saison

### En simple
| Année | 1994 | 1995 | 1996 | 1997 | 1998 | 1999 | 2000 | 2001 |
| Rang  | 271  | 355  | 504  | 175  | 265  | 261  | 462  | 544  |

Source : (en) « Classements de Nannie De Villiers », sur le site officiel du WTA Tour

### En double
| Année | 1994 | 1995 | 1996 | 1997 | 1998 | 1999 | 2000 | 2001 | 2002 | 2003 |
| Rang  | 274  | 371  | 321  | 102  | 74   | 93   | 97   | 69   | 70   | 159  |

Source : (en) « Classements de Nannie De Villiers », sur le site officiel du WTA Tour